# 蓼科アミューズメント水族館
蓼科アミューズメント水族館（たてしなアミューズメントすいぞくかん）は、長野県茅野市にある日本一標高の高い水族館。

## 概要
1993年に開業。標高1750mの蓼科高原に位置し、世界最高所の水族館。内陸県である長野県にあるため、世界各国の淡水魚が数千匹飼育されている。2010年2月24日に運営会社の蓼科観光開発株式会社の経営破綻により閉鎖をしていたが、新運営会社であるアクアシアたてしな株式会社によって2012年7月に再オープンとなったが、2014年6月より、新運営会社である株式会社蓼科水族館によって経営変更された。

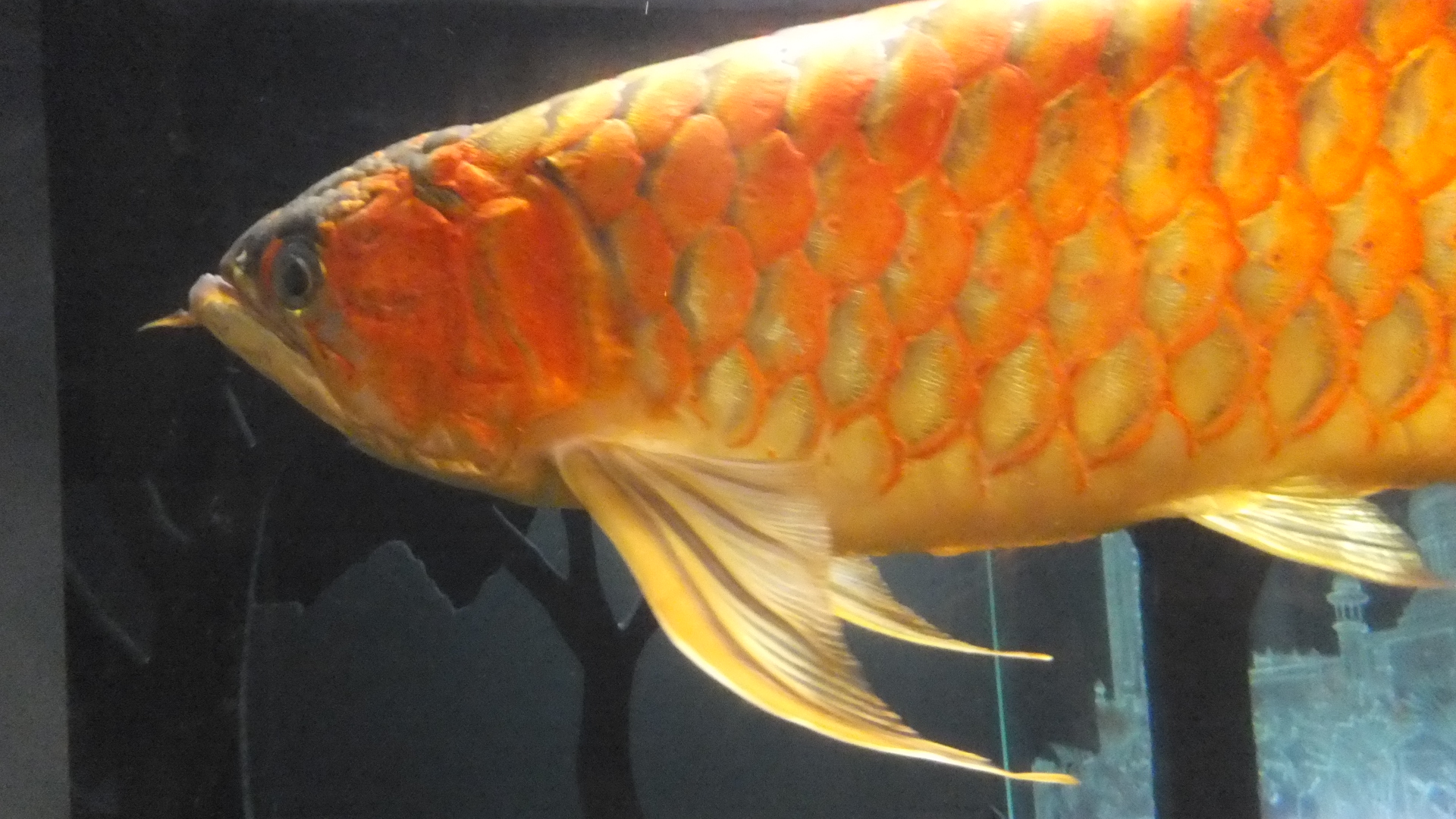
アジアアロワナ

### 閉園後から現在までの経緯
- 2010年2月24日に運営会社である「蓼科観光開発」が運営する多くの施設で観光客の減少などの経営不振を受け、水族館単体では成立していたものの閉園した。その後、水族館の建物や土地は競売に出され、後に「株式会社たてしな」に購入された。水族館で飼育されたフンボルトペンギンなどの動物の一部は競売前に他の施設に譲与されたが、ほとんどの動物は閉園後も飼育されていた。しかし、100万円以上の光熱費・10万円以上の動物の餌代の維持費がかかった。
- その後、2012年6月に株式会社たてしなの経営者の知人が設立した「アクアシアたてしな株式会社」が水族館部分の経営を再開し、2012年7月14日に再開園した。[4] [5]
- 2014年6月に「蓼科水族館」によって経営変更された。

## 歴史
- 1993年（平成5年） - 開園する。
- 2010年（平成22年）2月24日 - 運営会社の蓼科観光開発株式会社の経営破綻により閉園する。
- 2012年（平成24年）7月14日 - 新運営会社であるアクアシアたてしな株式会社が経営を継承することにより、再開園する。[4]
- 2014年（平成26年）6月26日 - 株式会社蓼科水族館により経営変更される。

## 特徴
- 世界最高所の水族館であり、内陸県である長野県にあるため、南米アマゾン川のピラルクや、西アジアのナースフィッシュ他、世界各国の淡水魚が数千匹飼育されている。
- ペットが入場可能な水族館であり、ペット連れでの入場者連れがいる。また、2013年4月27日からドッグランが併設された。[6]
- 公式サイトにて「ホームページ割引クーポン」や[1]、障がい者割引、前売り、団体割引等、各種割引や、年間パスポートの情報がある[7]。

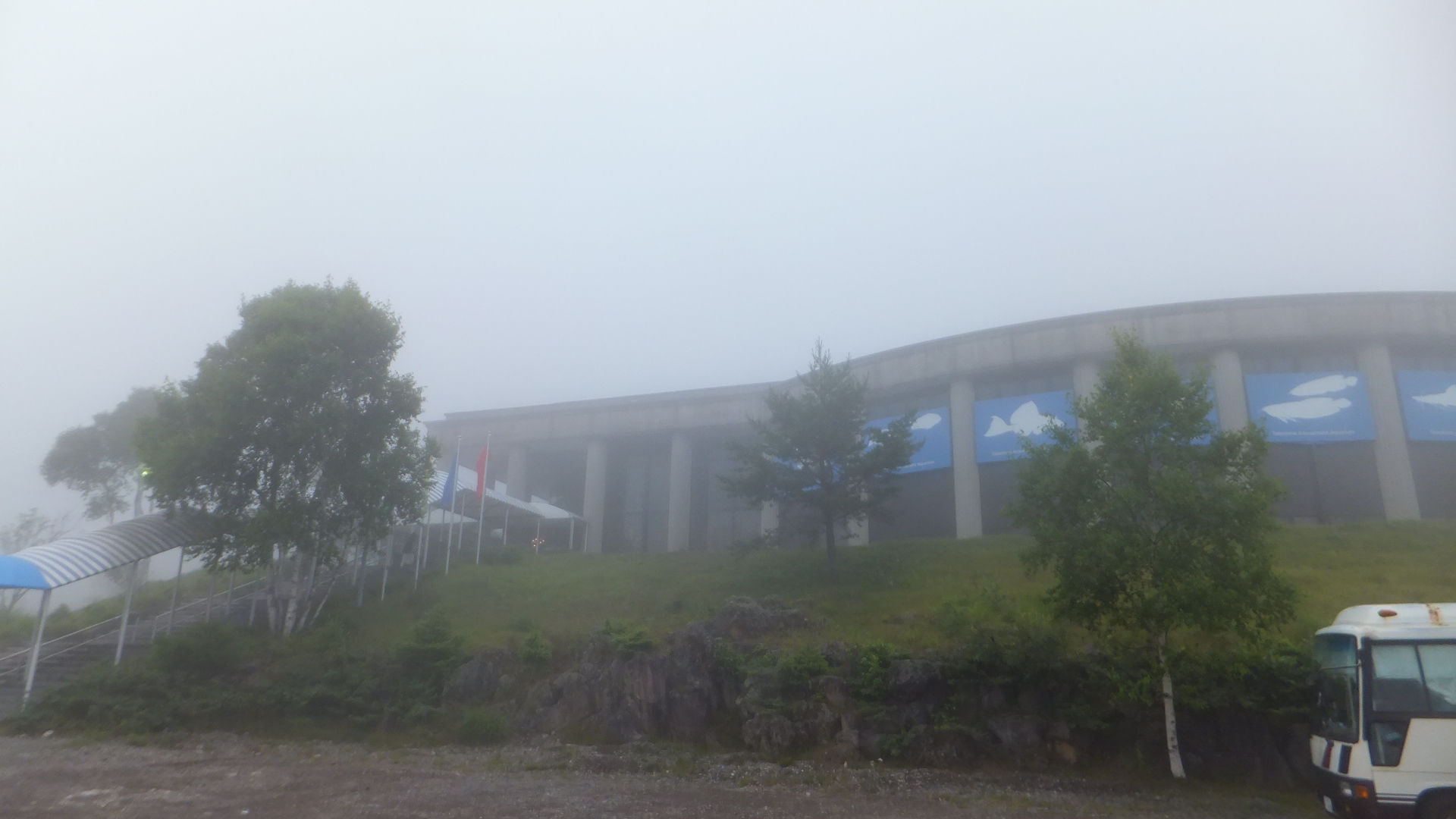
駐車場から見た建物、ギリシャのパルテノン神殿をイメージされている。
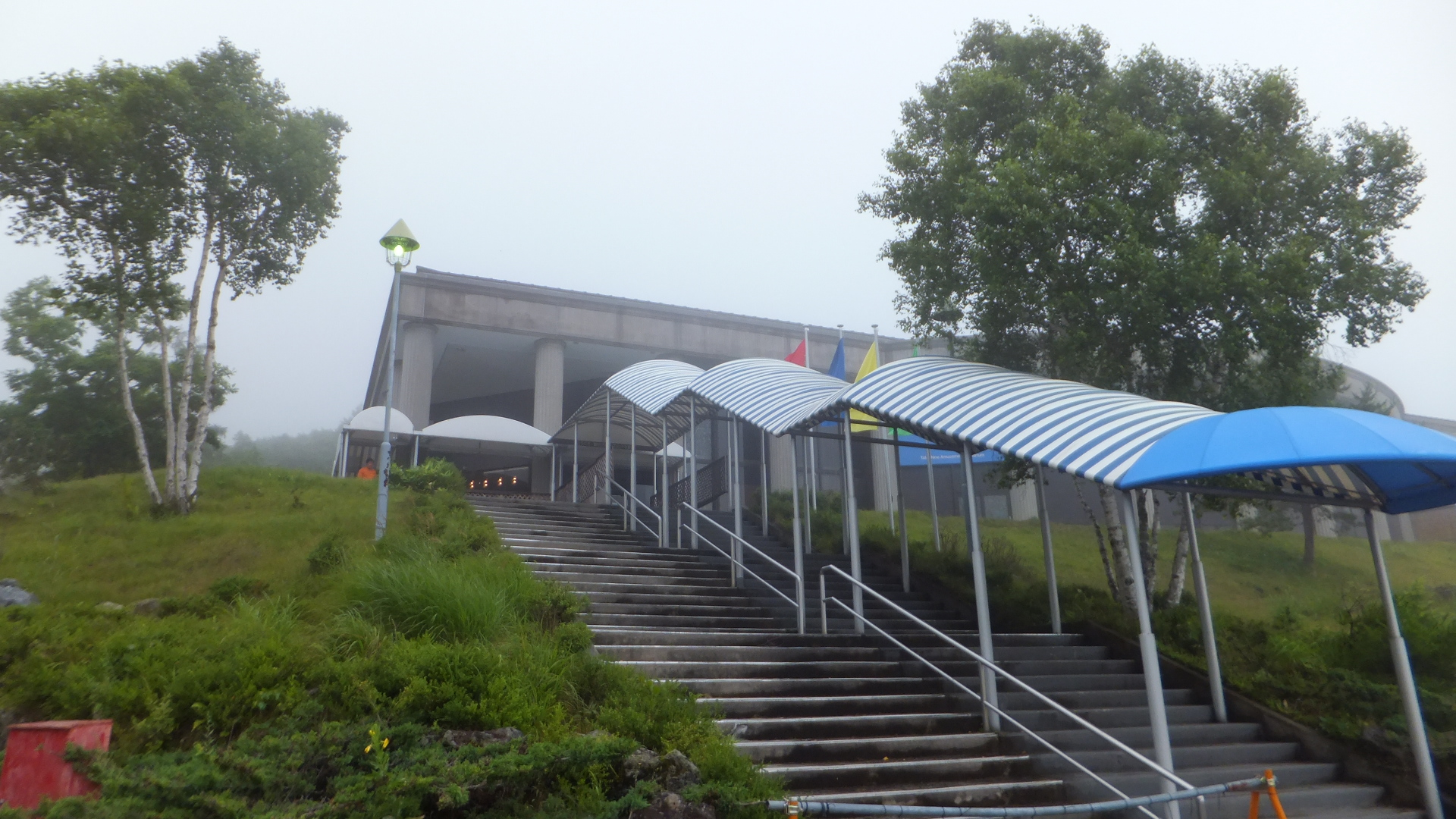
駐車場からの入り口階段
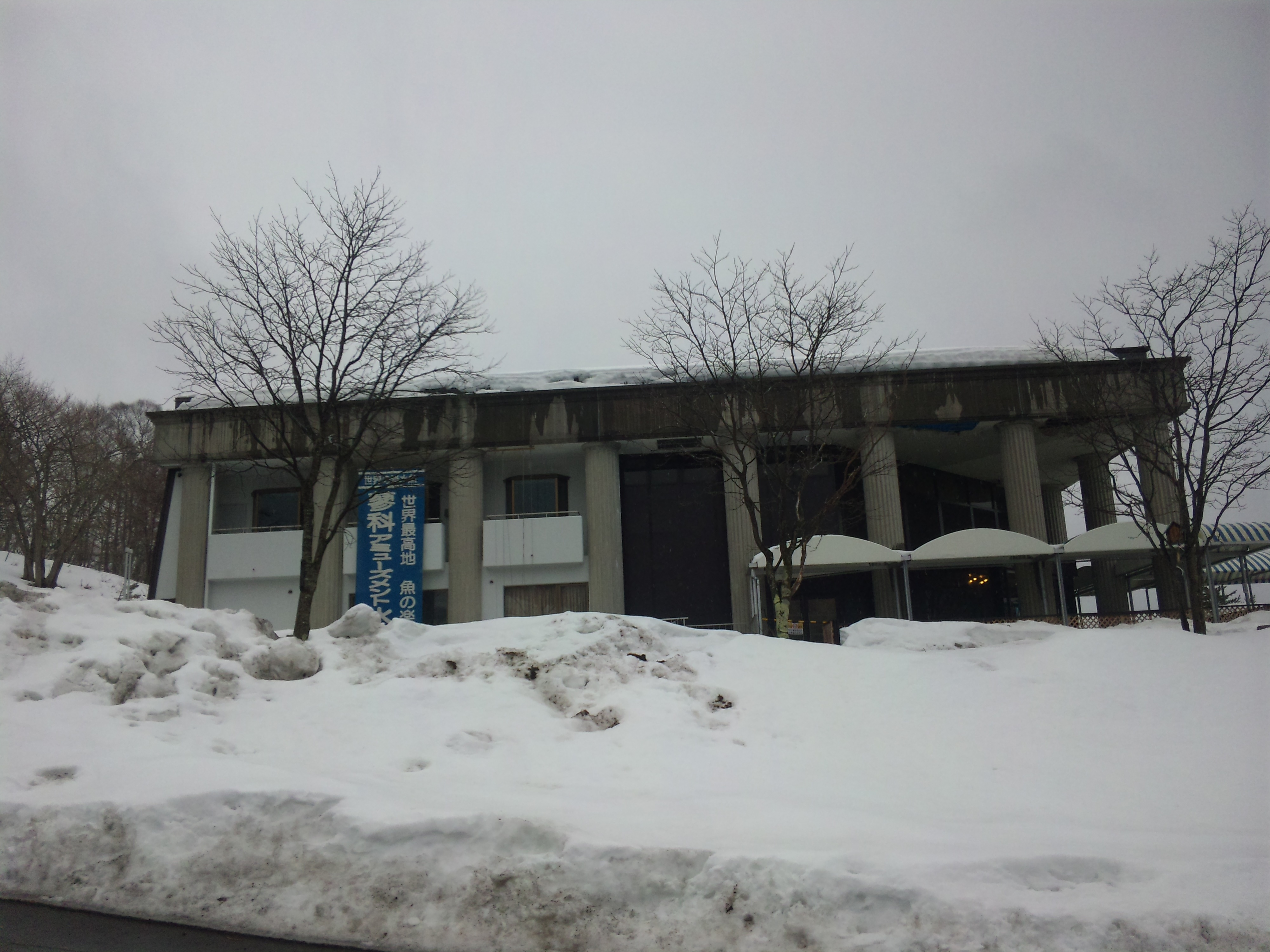
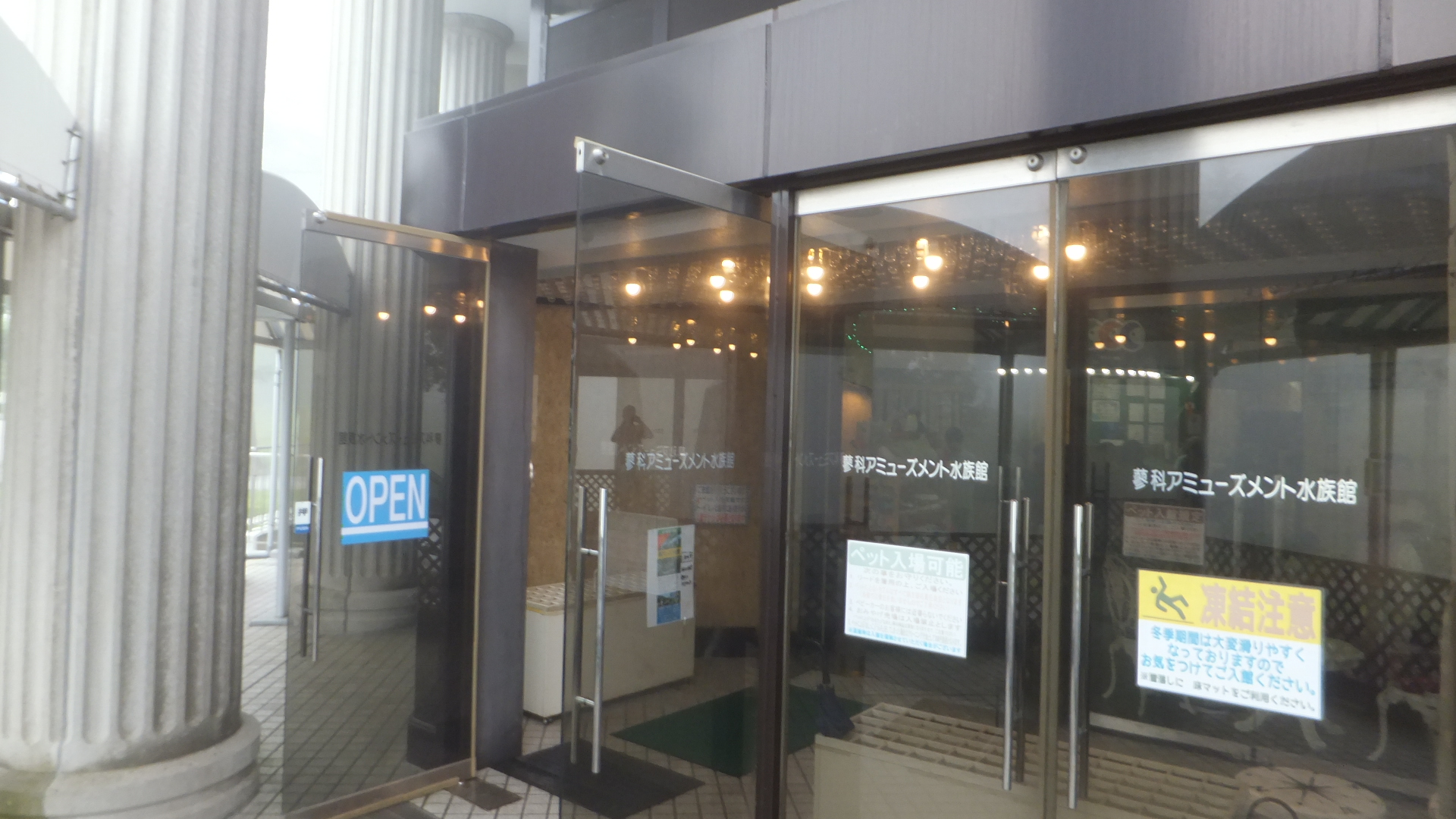
冬季の凍結転倒注意書
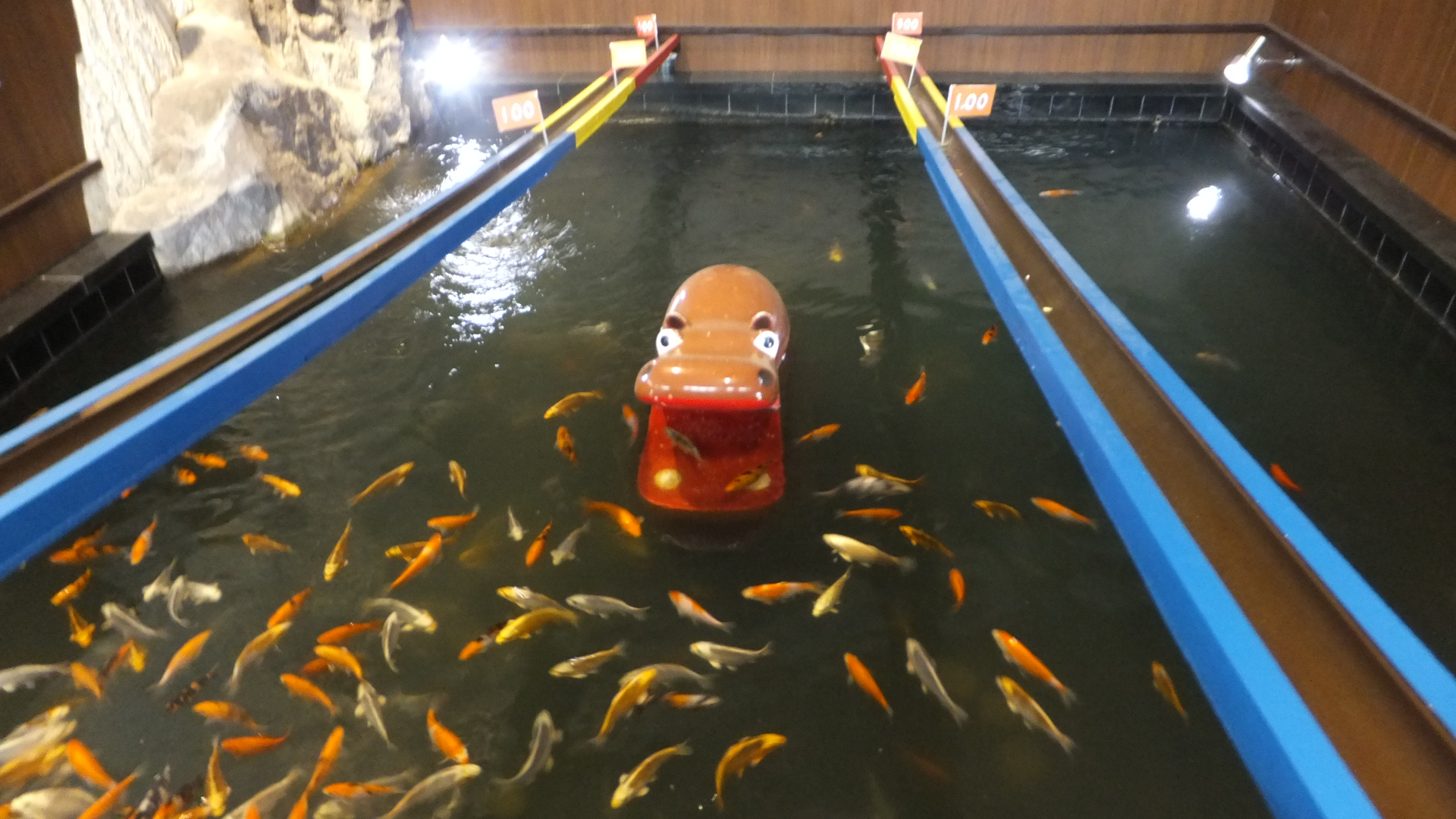
飼育されている魚たち
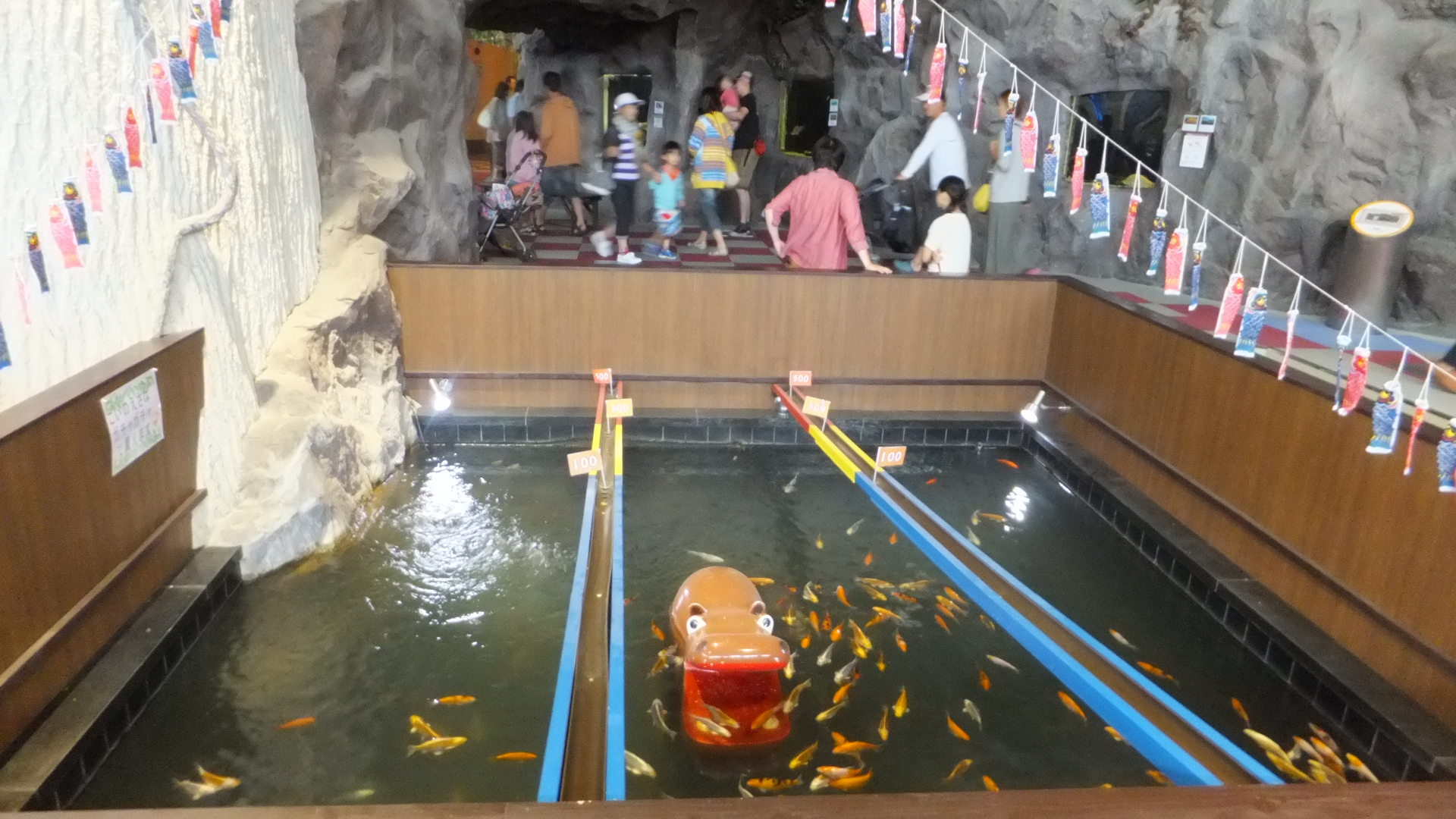
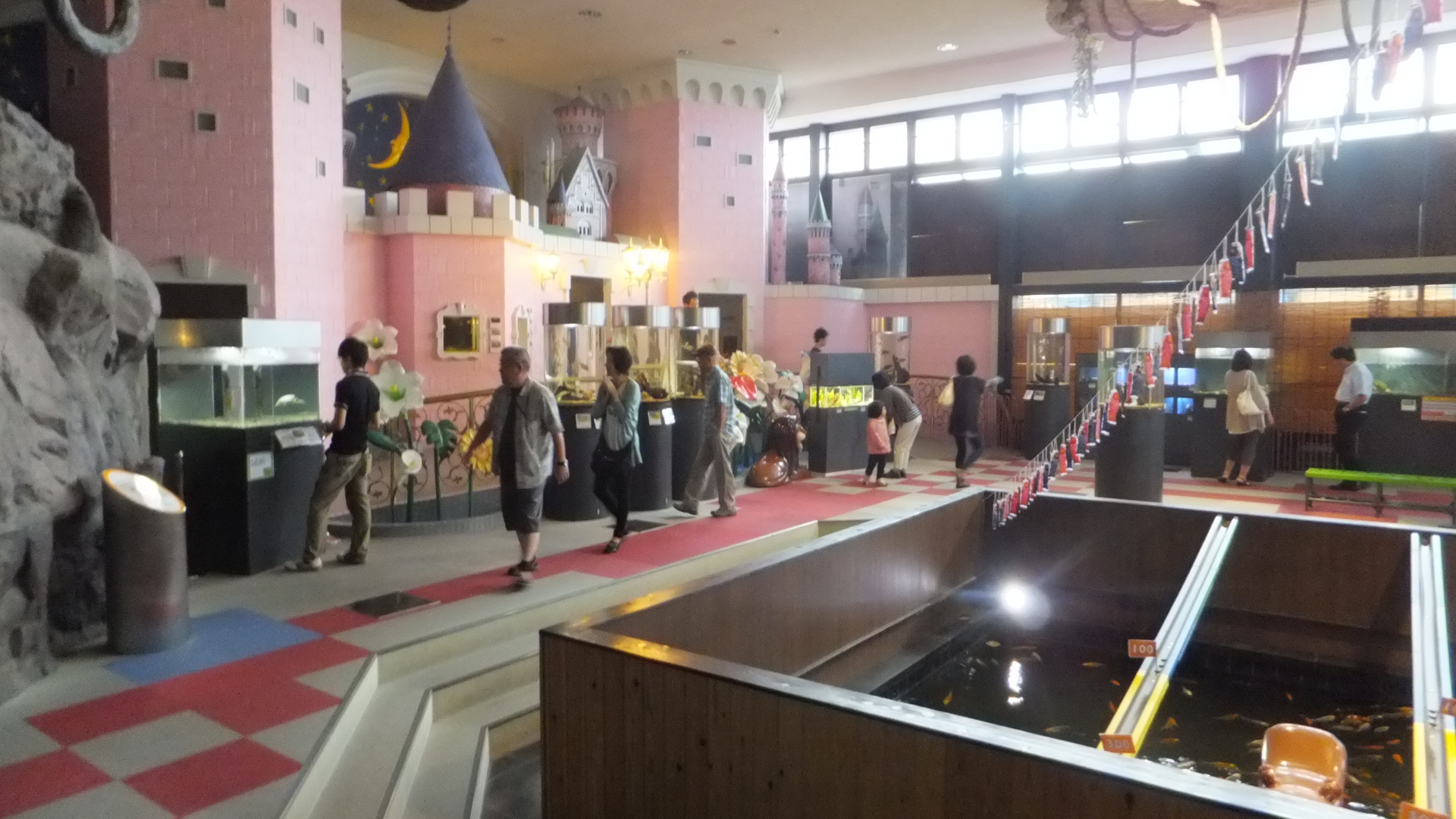
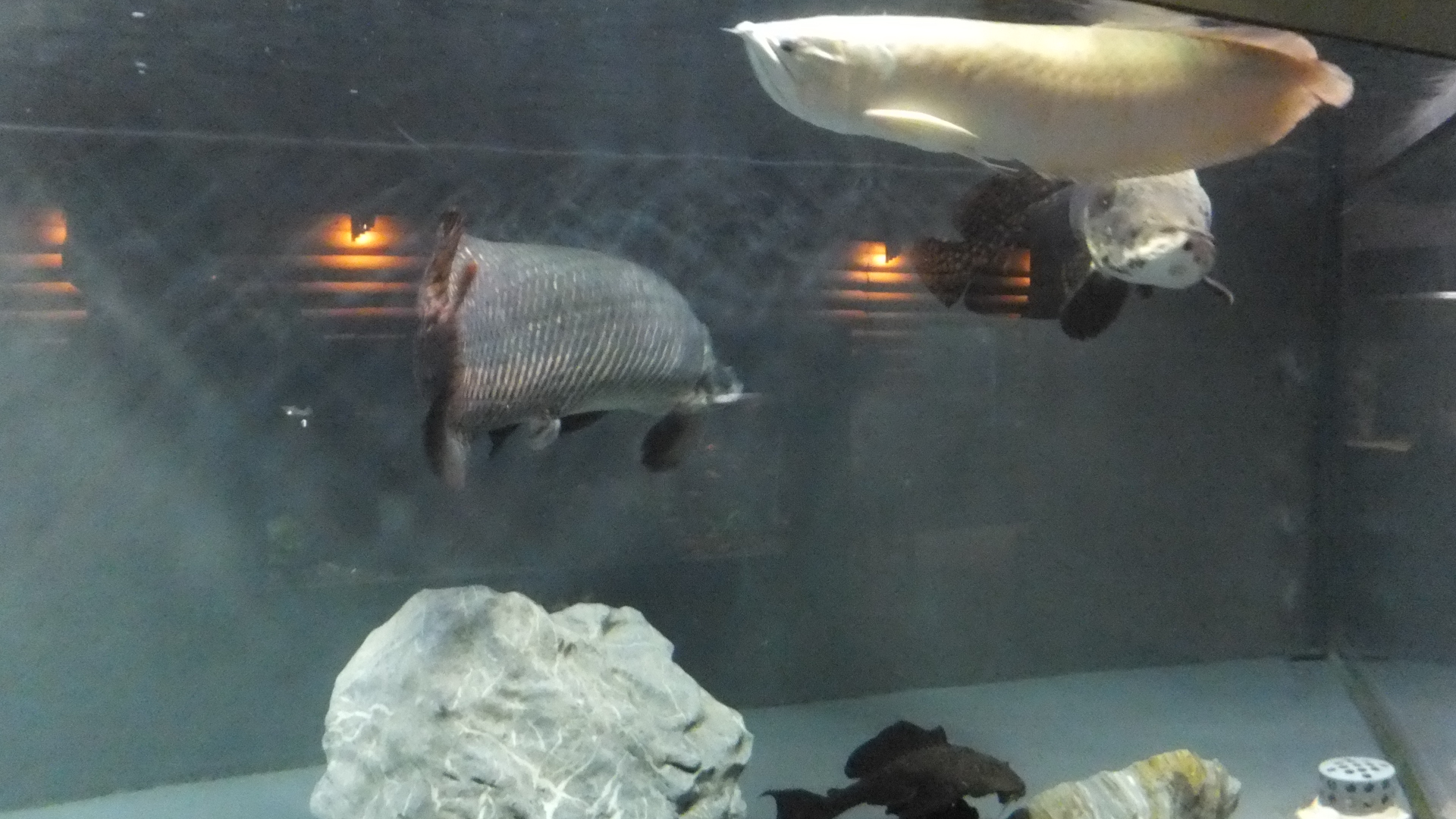
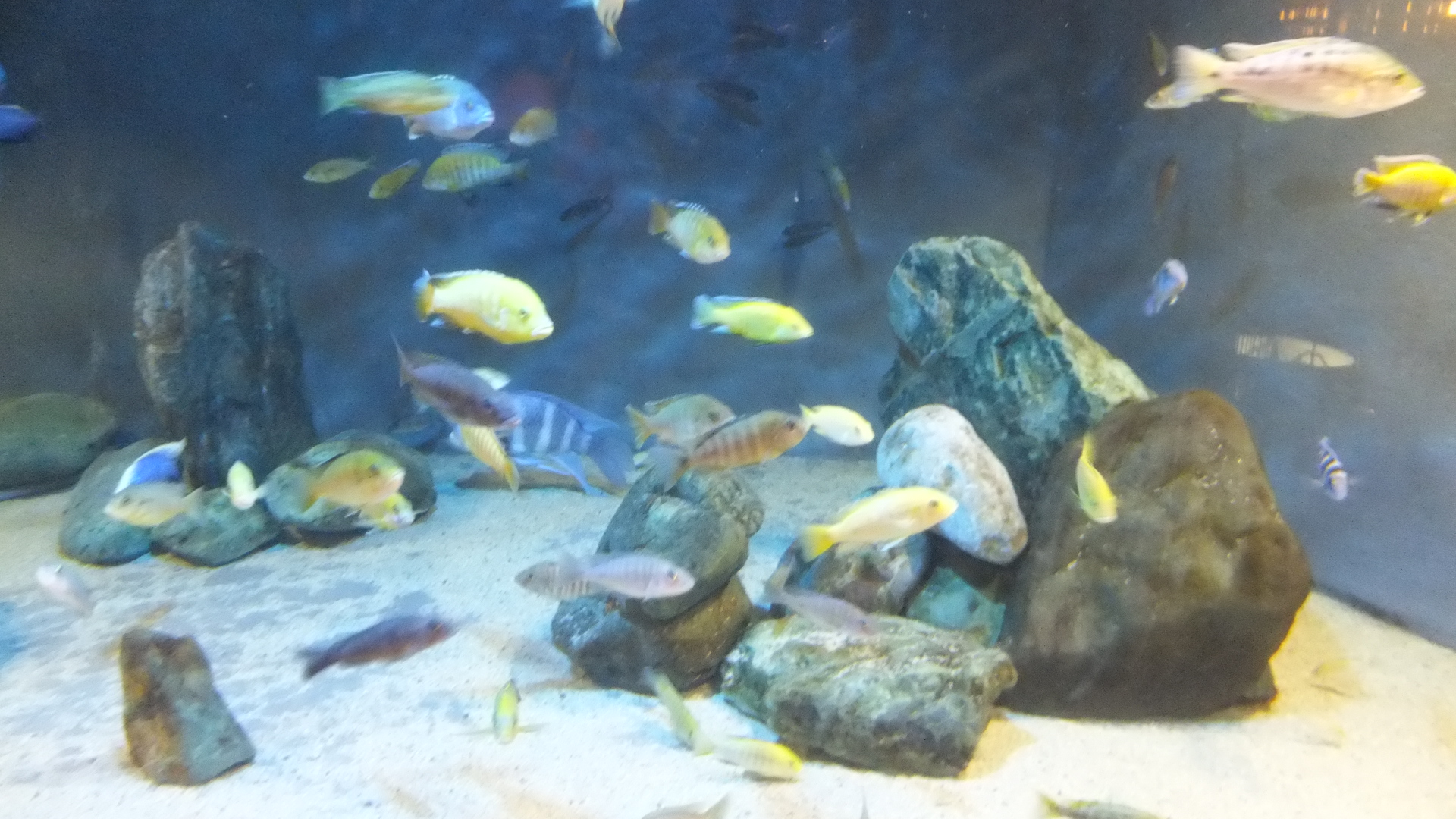
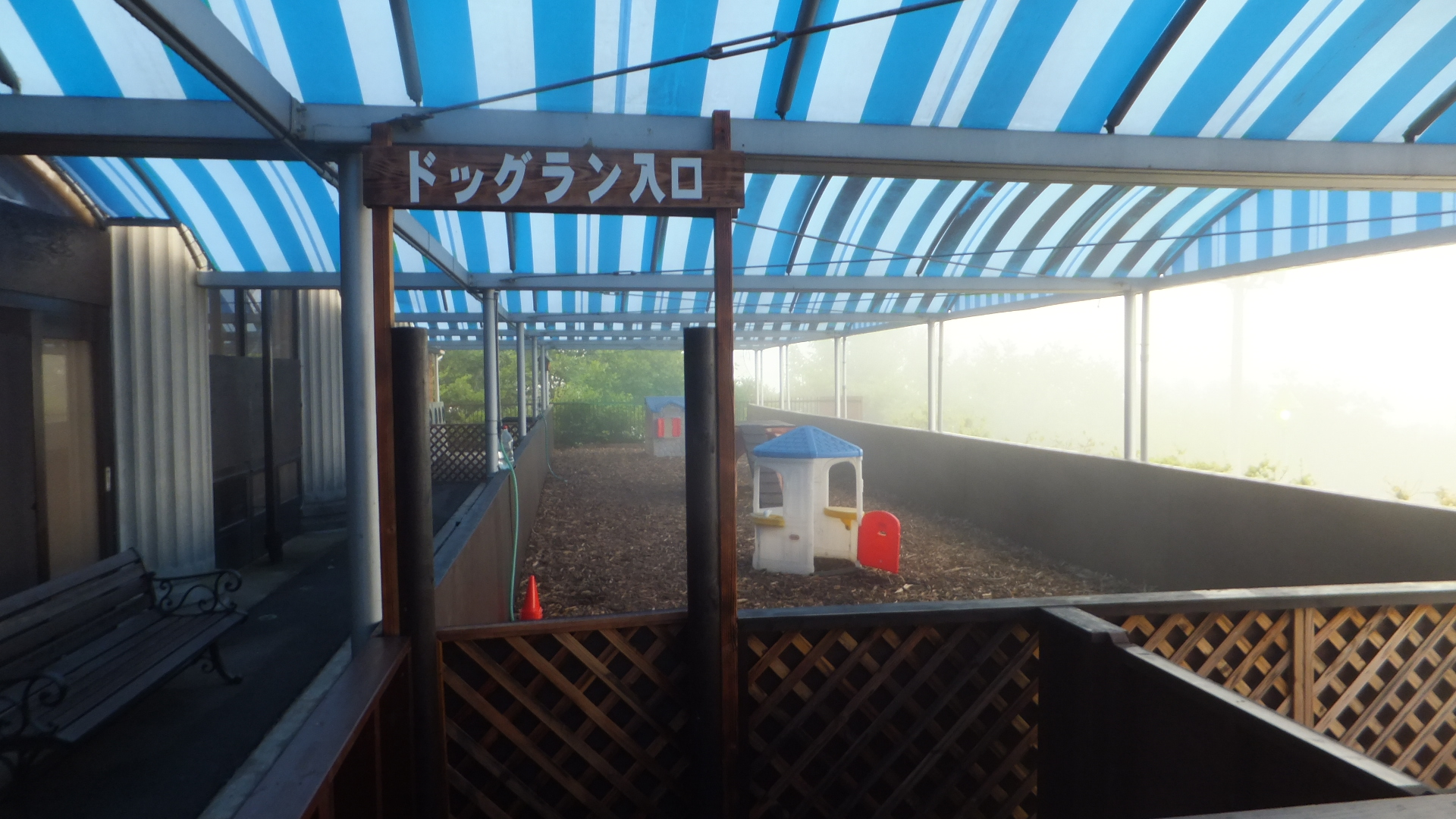
ドッグラン

## 交通
- JR中央本線茅野駅からアルピコ交通バス北八ヶ岳ロープウエイ行きで60分[2]
- 中央自動車道諏訪インターチェンジよりビーナスラインで蓼科方面、グリーンポールNO94を右折3分[2]